# ジュゼッペ・ピアッツィ
ジュゼッペ・ピアッツィ（Giuseppe Piazzi, 1746年7月16日 - 1826年7月22日）は、イタリアの天文学者であり、数学者・神学者でもあった。1790年、シチリアに自身で設立したパレルモ天文台の天文台長に就任した。歴史上初めて小惑星を発見したことで有名である。ポンテ・イン・ヴァルテッリーナに生まれ、ナポリにて没。

## 小惑星の発見
19世紀が始まった1801年1月1日に彼が天体観測をしている際に恒星とは違う動きをする天体を発見した。彼は最初彗星だと考えていたが、その後の観測により彼は太陽系の天体と確認。病気で倒れたことにより、2月11日が最後の観測となった。
この星は、ローマ神話の女神ケレスとナポリ王フェルディナンド4世からケレス・フェルディナンデア (Ceres Ferdinandea) と命名された。その後国王の名は政治的理由により削除され、現在の(1)ケレスとなった。
ケレスは太陽に接近したためにその後行方が分からなくなったが、カール・フリードリヒ・ガウスが行った軌道計算によって、同年12月にフォン・ツァッハとヴィルヘルム・オルバースによって再発見された。このケレスは最初に発見され、小惑星帯内では現在も最大級の小惑星である（2006年に準惑星に分類された）。

## 命名
後に彼の功績をたたえ、1923年にカール・ラインムートがハイデルベルクで発見した通算1000番目の小惑星には、ピアッツィアと命名された。また、月のピアッツィ・クレーターにも命名されている。